# Ey Mann, wo is’ mein Auto?
Ey Mann, wo is’ mein Auto? (Originaltitel: Dude, Where’s My Car?) ist eine Filmkomödie aus dem Jahr 2000 von Regisseur Danny Leiner mit Ashton Kutcher und Seann William Scott in den Hauptrollen.

## Handlung
Die Freunde Jesse und Chester wachen morgens auf und stellen fest, dass sie sich an die Geschehnisse der letzten Nacht nicht mehr erinnern können. Die Schränke ihrer Küche sind mit Schokoladenpudding vollgestopft. Auf ihrem Anrufbeantworter haben sie eine Nachricht ihrer Freundinnen, der Zwillinge Wanda und Wilma. Sie seien verärgert, da Jesse und Chester letzte Nacht ihr Haus verwüstet hätten. Zudem werden sie von den beiden daran erinnert, dass heute ihr einjähriges Jubiläum ist. Falls sie ihre Geschenke nicht vergessen haben, würden sie auch eine „spezielle Überraschung“ erhalten. Die Geschenke vermuten sie im Auto, dieses ist jedoch nicht aufzufinden.
Sie versuchen sich in den Zustand des Vortages zu versetzen, um den Abend zu rekonstruieren, worauf sie ihren Freund Nelson besuchen. Später treffen sie Christie Boner, mit der, wie sie von ihr erfahren, Jesse gestern Abend eine „Nummer“ auf dem Rücksitz seines Autos „geschoben“ hat. Sie erfahren auch, dass sie letzte Nacht ziemlich viel Geld verprasst haben müssen, wissen aber nicht, woher sie das Geld überhaupt hatten. Als Christies Freund und dessen Gruppe auftauchen, drohen ihnen diese Prügel an, falls sie Christie noch einmal zu nahe kommen.
Chester findet in seiner Hosentasche ein Streichholzbriefchen des Stripclubs Kitty Kat Club, also machen sie sich auf den Weg dorthin. Im Club werden sie sofort von allen wiedererkannt. Die Stripperin Tanja kommt auf Jesse zu und erklärt ihm, dass er letzte Nacht viel Spaß mit einem Lapdance mit ihr hatte. Sie lockt ihn sogleich in ein Hinterzimmer, wo Jesse feststellen muss, dass Tanja einen Penis hat und offenbar transgeschlechtlich ist. Zudem erklärt Tanja, dass er beauftragt wurde, einen Koffer mit 200.000 US-Dollar aus dem Club zu schmuggeln und diesen an einem vereinbarten Ort zu übergeben – Jesse ist dort jedoch nicht aufgetaucht.
Als sie bei ihren Freundinnen ankommen, stellen sie fest, dass der Garten verwüstet ist, im Haus haben die Zwillinge aber bereits geputzt und aufgeräumt. Durch die Tollpatschigkeit Jesses und Chesters herrscht jedoch in kürzester Zeit wieder Unordnung, worauf die beiden von ihren Freundinnen aus dem Haus geworfen werden. Vor dem Haus werden beide von einer Gruppe Leute in einen Wagen gezogen, die behaupten, sie würden Botschaften von Außerirdischen empfangen, welche den interstellaren Weg ins All betreffen. Sie seien von ihrem Anführer Zoltan beauftragt worden, sie zu suchen, da sie letzte Nacht im Besitz eines sehr rätselhaften und sehr mächtigen Geräts mit der Bezeichnung „Kontinuum-Transfunktionator“ waren, dessen Rätselhaftigkeit nur noch durch seine Macht übertroffen wird.
Als sie aus dem Auto aussteigen, stehen sie vor dem Laden eines Schneiders, der ihnen mitteilt, dass sie die letzte Nacht bei ihm in Auftrag gegebenen Trainingsanzüge abholen können. Im Anzug von Jesse finden sie u. a. ein Kaleidoskop, in dem von Chester einen Zauberwürfel. Sie stellen fest, dass sie gestern auch einen schwarzen Mercedes SL gemietet haben, mit dem sie nun unterwegs sind.
Als Nächstes machen sie Bekanntschaft mit fünf Frauen in schwarzen Kostümen, die sich „Geile Schnecken“ (im Original: „Hot Chicks“) nennen und auf der Suche nach dem Kontinuum-Transfunktionator sind. Später werden sie von der Polizei festgenommen, kurz darauf jedoch wieder freigelassen, da sie verwechselt wurden. Von der Polizei erfahren sie, dass ihr Auto abgeschleppt und versehentlich verkauft wurde, sie erhalten aber die Adresse des Käufers.
Sie treffen auf die beiden Wächter des Kontinuum-Transfunktionators, die ihnen erklären, dass dieser das Einzige ist, was noch zwischen dem Universum und seiner Zerstörung steht. Sie werden erneut von den Anhängern Zoltans entführt, die ihnen ihre inzwischen gefangengenommenen Freundinnen zeigen und sie somit erpressen, ihnen den Kontinuum-Transfunktionator zu besorgen.
Die beiden machen sich auf den Weg zum Käufer ihres Autos: Pierre, ein Straußen-Züchter. Als sie auf sein Grundstück eindringen, nimmt er sie als vermeintliche Straußdiebe gefangen. Da Chester häufig die Sendung Animal Planet schaut, kann er Pierre eine Frage zu den Straußen beantworten. Er lässt sie daher wieder frei, das Auto wurde jedoch aus seiner Garage gestohlen. Pierre kann ihnen aber einen im Auto gefundenen Schlüssel aus dem Minigolfclub Captain Stu’s Space-O-Rama als Hinweis geben. Im zugehörigen Schließfach finden sie das verlorene Geld und geben es Tanja zurück. Sie kaufen ein Spielzeug, das sie als Kontinuum-Transfunktionator ausgeben wollen, da sie glauben, dass niemand weiß, wie das Gerät aussieht.
Die beiden rufen Zoltan und seine Leute sowie Christies Freunde an, die kurz darauf erscheinen. Sie tauschen ihre Freundinnen gegen den falschen Kontinuum-Transfunktionator und bekommen den ebenfalls gekidnappten Nelson bei Christies Freunden frei. Kurz darauf erscheinen auch die „Geilen Schnecken“. Dazu kommen die Wächter des Kontinuum-Transfunktionators, welche die Fälschung erkennen und sich als rechtmäßige Anwärter auf das Gerät erweisen, da sie als einzige wissen, dass Jesse und Chester am Vorabend einen Hole-in-one hatten; damit hatten sie die Übermenge an Pudding gewinnen können. In dem Moment löst Chester den Zauberwürfel, der sich nun als der Kontinuum-Transfunktionator herausstellt und damit aktiviert wurde. Die Wächter können ihn jedoch wieder deaktivieren. Die „Geilen Schnecken“ verwandeln sich nun in eine aggressive außerirdische Riesin, die von Jesse durch Aktivierung des „Photonenbeschleuniger-Vernichtungs-Leitstrahls“, der aus dem Kontinuum-Transfunktionator kommt, vernichtet wird. Die Wächter löschen die Erinnerungen der Beteiligten und schicken alle an den Anfang des Tages zurück.
Als sie den Morgen erneut erleben und vor die Tür gehen, fragen sie sich zunächst wieder, wo das Auto ist, jedoch steht es diesmal hinter einem wegfahrenden Transporter. Die beiden fahren mit ihren Geschenken – je einem Armband – zu ihren Freundinnen und geben ihnen diese. Zusätzlich haben sie aber noch zwei Halsketten für ihre Freundinnen von den Wächtern, an die sie sich jedoch schon nicht mehr erinnern können. Als die Freundinnen diese umhängen, vergrößern sich ihre Brüste. Die spezielle Überraschung von ihren Freundinnen stellt sich zur Enttäuschung der beiden als je eine Mütze mit ihrem Namen heraus.

## Hintergrund
- Die Figur des Nelson spricht im Film Sätze in einer falschen Grammatik, die der von Yoda aus Star Wars ähnelt.
- Die Wächter des Kontinuum-Transfunktionators (im Original Continuum Transfunctioner) sprechen in der deutschen Synchronisation mit einem schweizerischen Akzent, im englischen Original haben sie einen nordeuropäischen Akzent und werden im Abspann Alien Nordic Dude genannt.
- Das männliche Fotomodell Fabio Lanzoni hat im Film einen kurzen Gastauftritt und spielt sich darin selbst.
- Der Name des Pizzabäckers Mr. Pizzacoli erinnert an Jeff Spicoli aus dem Film Ich glaub’, ich steh’ im Wald von 1982, der vergleichbar Teenager mit Drogenkonsum verbindet. Jeff Spicoli bestellt sich in diesem Film eine Pizza in den Unterricht.
- Vierzehn Jahre nach Veröffentlichung des Films stellte Mila Kunis in der 19. Folge der elften Staffel von Two and a Half Men gegenüber Ashton Kutcher fest, „Ey Mann, da ist dein Auto“, nachdem dieser ihr in den Wald mit seinem Auto gefolgt war.

## Deutsche Synchronfassung
| Darsteller           | Deutscher Sprecher | Rolle                                                           |
| -------------------- | ------------------ | --------------------------------------------------------------- |
| Ashton Kutcher       | Marcel Collé       | Jesse „Dude“ Montgomery III                                     |
| Seann William Scott  | Julien Haggège     | Chester „Sweet“ Greenburg                                       |
| Jennifer Garner      | Dorette Hugo       | Wanda                                                           |
| Marla Sokoloff       | Ursula Hugo        | Wilma                                                           |
| Kristy Swanson       | Debora Weigert     | Christie Boner                                                  |
| Mitzi Martin         | Anke Reitzenstein  | Wortführerin der „Geilen Schnecken“ (Alien Jumpsuit Chick)      |
| Christian Middelthon | Benjamin Völz      | Wächter des Kontinuum-Transfunktionators #1 (Alien Nordic Dude) |
| David Bannick        | Oliver Rohrbeck    | Wächter des Kontinuum-Transfunktionators #2 (Alien Nordic Dude) |
| Jona Kai Jacobsen    | Fabian Hollwitz    | Anthony                                                         |
| Marc Lynn            | Uwe Büschken       | Cop with Whips                                                  |
| Christopher Darga    | Roland Hemmo       | Interrogation Cop                                               |
| James Vincent        | Santiago Ziesmer   | Jeff                                                            |
| Andy Dick            | Joachim Tennstedt  | Mark                                                            |
| John Toles-Bey       | Jürgen Kluckert    | Mr. Pizzacoli                                                   |
| David Herman         | Bodo Wolf          | Nelson                                                          |
| Pat Finn             | Michael Nowka      | Officer Rick                                                    |
| Cleo King            | Regina Lemnitz     | Impound Officer Penny                                           |
| Brent Spiner         | Stefan Gossler     | Pierre                                                          |
| Teressa Tunney       | Frank Schaff       | Tanja                                                           |
| Charlie O’Connell    | Simon Jäger        | Tommy                                                           |
| Bob Clendenin        | Eberhard Prüter    | Space-Nerd Zarnoff                                              |
| Hal Sparks           | Matthias Hinze     | Zoltan                                                          |

## Kritiken
Auf Rotten Tomatoes erhielt der Film eine Gesamtwertung von 18 %. Von 55 gezählten Kritiken waren 45 negativ. Der zusammengefasste Konsens lautet: „Der Film ist nicht witzig, die Handlung ist zu dünn, und die Produktion fühlt sich eher nach einer Sitcom fürs Fernsehen an als nach einem Spielfilm.“ (The movie isn't funny, the plot is too thin, and the production values feel more like a TV sitcom than a movie.)
Tamar Noort schrieb auf schnitt.de: „Ich bin leider kein fünfzehnjähriger pubertierender Junge. Das ist wohl die erste Voraussetzung, um dem Humor dieses Films beizukommen. […] Daß pubertierende Jungs eigentlich nur Sex und Frauen im Kopf haben, ist nicht nur allseits bekannt, sondern auch so klischeebesetzt, daß sich nach dem dritten Busenwitz schlicht das Gähnen ausbreitet.“
Gernot Gricksch schrieb in TV Today 2001/06: „Ehe man so viel getrunken hat, dass man über diesen Klamauk lachen kann, muss einem bereits der Magen ausgepumpt werden.“
Das Lexikon des internationalen Films urteilte: „Wenig originelle Pubertätsklamotte, die auf die hinlänglich bekannte Mischung aus Situationskomik und infantilem Humor setzt.“

## Auszeichnungen
- Beim von 12- bis 21-jährigen Teenagern gewählten Teen Choice Awards 2001 war Ashton Kutcher in der Kategorie Film – Choice Actor sowie dieser gemeinsam mit Sean William Scott in der Kategorie Film – Choice Chemistry und der Film in der Kategorie Film – Choice Comedy nominiert.
- Bei den MTV Movie Awards 2001 war Ashton Kutcher in der Kategorie Bester Newcomer nominiert.